# Warne
Die Warne ist ein etwa 24 km langer, linksseitiger bzw. westlicher Zufluss der Oker in Niedersachsen (Deutschland), der in der Nähe von Salzgitter-Bad entspringt.

## Name
Der Fluss wurde 1370 („iuxta rivum … Werne“) erstmals schriftlich erwähnt. Der Name steht wohl in Zusammenhang mit dem urindogermanischen Wort *h2uer- mit der Bedeutung „feucht sein“.

## Geographie

### Verlauf
Der in der kreisfreien Stadt Salzgitter und im Landkreis Wolfenbüttel verlaufende Bach entspringt südlich von Salzgitter-Bad im südlichen Mittelteil des Salzgitter-Höhenzugs. Seine Quelle befindet sich im Liebenburger Staatsforst zwischen Liebenburg und Salzgitter-Bad beim Döhrenberg im Landkreis Goslar. Der Oberlauf fällt häufig trocken, lediglich der Zufluss aus dem Plünnekenbrunnen sorgt für eine stetigere Wasserführung. Von dort fließt sie durch die Altstadt von Salzgitter-Bad. Allerdings ist die Warne seit 1955 innerhalb der Stadt verrohrt und kommt erst am östlichen Ortsausgang wieder an die Oberfläche. Sie ist die Vorflut der Kläranlage von Salzgitter-Bad. Von hier verläuft sie u. a. über Gielde und Werlaburgdorf (beides Ortsteile der Gemeinde Schladen-Werla) nach Osten. Sie wird von der 130 Meter langen Warnetalbrücke der A 36 überquert, wo sich auch beidseitig Rastplätze befinden. Im Weiteren umfließt sie den Oderwald an dessen Südostseite und Richtung Norden parallel zur Oker nach Dorstadt (Samtgemeinde Oderwald). Bei dieser Ortschaft knickt sie nach Osten ab und mündet im Gutspark des Ritterguts in die von Süden kommende Oker. Der Verlauf ist überwiegend kanalisiert. Lediglich auf der Höhe von Werlaburgdorf und Heiningen sind kurze Abschnitte renaturiert worden.
Im Abschnitt zwischen Groß Mahner und dem Gut Nienrode wurde der ehemalige Mahner Teich zu einem Rückhaltebecken ausgebaut, um den Hochwasserschutz zu verbessern.
Nach der Warne trägt die entlang des Bachs führende Warnetalbahn ihren Namen.

## Gewässergüte
Die Gewässerstrukturgüte wird vom NLWKN als schlecht beurteilt. 60 % des Flusses werden der Klasse VI zugerechnet, was „stark geschädigt“ bedeutet, und 30 % sogar der Klasse VII. Das Flussbett ist teilweise betoniert, verrohrt oder mit Steinen aufgefüllt und der Flusslauf bis auf die Renaturierungsabschnitte überwiegend begradigt und ohne Uferbäume. Im gesamten Verlauf gibt es noch mehrere Sohlabstürze, die die Wanderung von Organismen behindern. Teilweise reichen die Äcker unmittelbar bis an das Gewässer, so dass ein ausgeglichener Uferbewuchs fehlt.
Die Gewässerqualität wird durch die Einträge aus der intensiv betriebenen Landwirtschaft gemindert und erreicht allenfalls die Gewässergüteklasse II-III, also „erheblich beeinträchtigt“. Dazu kommen der Abfluss aus der Kläranlage Salzgitter-Bad und das noch vorhandene Mischwassersystem in Salzgitter-Bad. Dies führt zu starken Schwankungen im Abfluss und zu Störungen der Flora und Fauna. Die chemische Güte wird im aktuellen Wasserkörperdatenblatt als „schlecht“ beurteilt, was durch den natürlichen Salzgehalt aber auch durch Schwermetallbelastungen begründet wird.